# (15113) 2000 CO96
A (15113) 2000 CO96 a Naprendszer kisbolygóövében található aszteroida. A LINEAR projekt keretében fedezték fel 2000. február 5-én.